# Brian K. Borgen

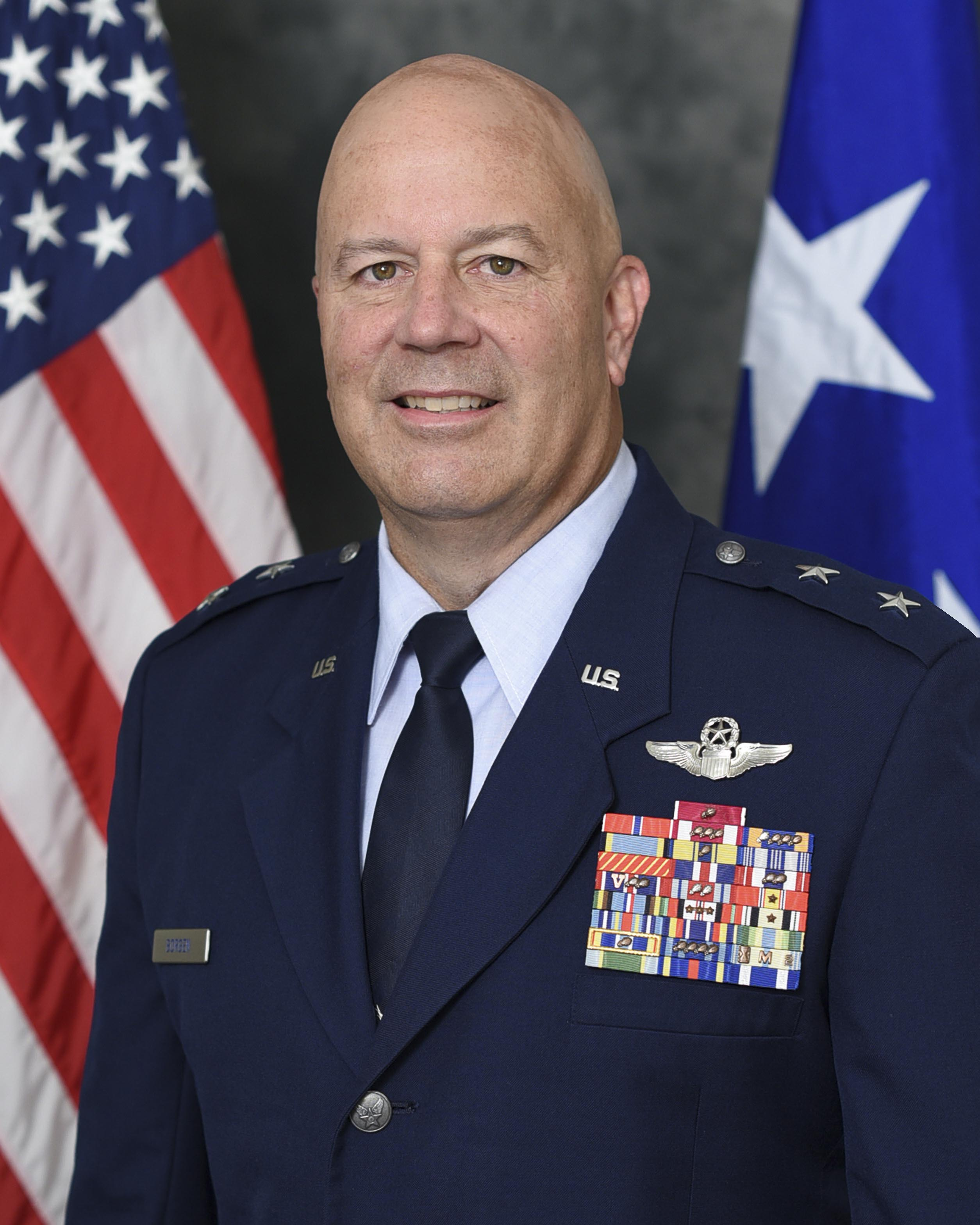
Brian K. Borgen (2019)

Brian K. Borgen (* um 1966) ist ein pensionierter Generalmajor der United States Air Force. Er war unter anderem Kommandeur der 10. Luftflotte.
Er studierte bis 1988 an der Kansas State University und gelangte im Jahr 1990 in das Offizierskorps der United States Air Force. Dort durchlief er anschließend alle Offiziersränge vom Leutnant bis zum Zwei-Sterne-General.
Im Lauf seiner militärischen Karriere absolvierte er verschiedene Kurse und Schulungen. Dazu gehörten unter anderem eine Ausbildung zum Kampfpiloten und weitere Fortbildungskurse als Pilot neuer Flugzeugtypen; die Squadron Officer School auf der Maxwell Air Force Base in Alabama; das Air Command and Staff College und das Air War College beide über je einen Fernkurs; der Wing/Group Commander Course und der Joint Air and Space Operations Senior Staff Course. Später folgten der Air Force Enterprise Leadership Course und der Senior Officer Security Course, beide auf der Maxwell AFB, sowie der Capstone Flag Officer Course der National Defense University in Fort Lesley J. McNair, Washington, D.C. Im Jahr 2019 absolvierte er noch den Political-Economic Conflict Course, der wieder auf der Maxwell AFB stattfand.
In seinen frühen Jahren als Offizier der Luftwaffe war er an verschiedenen Stützpunkten in den Vereinigten Staaten stationiert. Dabei war er als Pilot, Flugausbilder oder Stabsoffizier bei unterschiedlichen Einheiten tätig. Dazwischen absolvierte er die erwähnten Schulungen. Er nahm an verschiedenen militärischen Missionen teil. Dazu gehörten die Operation Deny Flight in Bosnien, die Operation Southern Watch und die Operation Northern Watch im Irak. Er war auch an Einsätzen im Irakkrieg und im Krieg in Afghanistan beteiligt.
Im weiteren Verlauf gehörte Brian Borgen vor allem Einheiten der Reserve der Luftwaffe an. Zwischen April 2009 und Juli 2011 kommandierte er als Oberstleutnant auf der Whiteman Air Force Base in Missouri die 303. Kampfschwadron. Danach leitete er bis zum September 2012 auf der Naval Air Station in Fort Worth in Texas die Stabsabteilung für Operationen der 10. Luftflotte. Diese Zeit war durch eine Versetzung nach Afghanistan unterbrochen. Zwischen Dezember 2011 und Juli 2012 kommandierte er auf der dortigen Bagram Air Base die 455th Expeditionary Operations Group.
Zwischen September 2012 und Juni 2015 kommandierte er die ebenfalls auf der Whiteman AFB ansässige 442nd Operations Group. In der Folge verblieb er auf dieser Flugbasis. Bis zum November 2015 war er dort stellvertretender Kommandeur des 442. Kampfgeschwaders (442nd Fighter Wing). Anschließend erhielt er dessen Kommando, das er bis zum Oktober 2017 innehatte.
Borgens nächster Auftrag führte ihn auf die Langley Air Force Base in Virginia. Zwischen Oktober 2017 und April 2019 gehörte er dort als Einberufungsberater (Mobilization Assistant) der Stabsabteilung für Operationen des Air Combat Commands an. Am 10. Mai 2019 übernahm Brian Borgen auf der Naval Air Station Joint Reserve Base Fort Worth als Nachfolger von Ronald B. Miller das Kommando über die 10. Luftflotte. Dieses Amt bekleidete er bis zum 4. Juni 2021, als er von Bryan P. Radliff abgelöst wurde. Anschließend wurde er zum Stab im Hauptquartiers der Air Force versetzt, wo er bis zu seiner Pensionierung im Juli 2022 als Einberufungsberater (Mobilization Assistant) in dessen Stabsabteilung für Operationen tätig war.
Während seiner aktiven Zeit als Militärpilot absolvierte er über 3900 Flugstunden auf verschiedenen Flugzeugtypen.

## Daten der Beförderungen
| Abzeichen | Rang               | Jahr            |
| --------- | ------------------ | --------------- |
|           | Second Lieutenant  | 1. März 1990    |
|           | First Lieutenant   | 6. Oktober 1991 |
|           | Captain            | 6. Oktober 1993 |
|           | Major              | 20. April 2001  |
|           | Lieutenant Colonel | 17. August 2006 |
|           | Colonel            | 25. Juli 2011   |
|           | Brigadier General  | 1. Mai 2017     |
|           | Major General      | 1. Mai 2019     |

## Orden und Auszeichnungen
Brian Borgen erhielt im Lauf seiner militärischen Laufbahn unter anderem folgende Auszeichnungen:
- Air Force Distinguished Service Medal
- Legion of Merit
- Bronze Star Medal
- Meritorious Service Medal
- Air Medal
- Aerial Achievement Medal
- Air Force Commendation Medal
- Air Force Combat Action Medal
- Gallant Unit Citation
- Meritorious Unit Award
- Air Force Outstanding Unit Award
- Combat Readiness Medal
- National Defense Service Medal
- Afghanistan Campaign Medal
- Iraq Campaign Medal